# Piotr Anderszewski
Répertoire
Bach, Beethoven, Mozart, Schumann, Szymanowski et Webern.
Piotr Anderszewski, né le 4 avril 1969 à Varsovie, est un pianiste polonais.

## Biographie
Fils d'un père polonais et d'une mère hongroise, Piotr Anderszewski commence le piano à l'âge de six ans. Il a étudié le piano au conservatoire de Strasbourg à l'âge de dix ans (avec Hélène Boschi)  puis à celui de Lyon, et s'est perfectionné à l'Académie de musique Frédéric-Chopin de Varsovie. Enfin, âgé de dix-huit ans, il reçoit une bourse pour étudier à l'université de Californie du Sud à Los Angeles pendant six années.
En 1990, alors qu'il est demi-finaliste du Concours International de Piano Leeds, il s'arrête de jouer en plein morceau estimant sa prestation insatisfaisante. Un an plus tard, il fait ses débuts concertants au Wigmore Hall de Londres (avec au programme les Variations Diabelli et les Bagatelles opus 126) et poursuit sa carrière dans de nombreux récitals. Il participe ensuite à de nombreux festivals européens.
C'est en 1995, sous le label Philips, que Piotr Anderszewski débute le disque aux côtés de Viktoria Mullova. Aujourd'hui, sa discographie compte vingts albums.
Il a joué entre autres comme soliste avec l'orchestre philharmonique de Londres, de Munich, de Varsovie… Pour la saison 2010-2011 aux États-Unis, il dirige l'Orchestre de Chambre d'Écosse depuis son piano pour plusieurs concertos de Wolfgang Amadeus Mozart.
Par ailleurs, il forme un duo avec sa sœur, la violoniste Dorota Anderszewska, avec laquelle il a enregistré un récital Mozart, Beethoven et Schubert.
Ses interprétations de Bach sont connues pour être veloutées et originales.
Durant la saison 2020-2021, Piotr Anderszewski a présenté son interprétation du deuxième livre du Clavier Bien Tempéré de Johann Sebastian Bach, entre autres à Berlin, Zürich, Hambourg, New-York et Londres.

## Distinctions
- Prix Gilmore[4]
- Prix Szymanowski, 1999[1],[4]
- Prix Royal Philharmonic Society[4]
- Grammy Award pour ses enregistrements des Partitas pour piano no 1, 3 & 6 de Johann Sebastian Bach [4].
- Prix Classic FM Gramophone du meilleur disque instrumental[1]
- Instrumentiste de l'année décerné par la Société Royale Philharmonique, 2002 [1]
- Chevalier de l'ordre Polonia Restituta, 2015 [5]

## Discographie

### CD
- Bela Bartok, Leoš Janáček & Karol Szymanowski : Warner Classics, 2024[6]
- Johann Sebastian Bach : Selected preludes and fugues from Well-tempered clavier, Book II. Warner Classics, 2021[7]
- Wolfgang Amadeus Mozart : Piano Concerto No. 27 in B flat major KV 595, Piano Concerto No. 25 in C major KV 503. Avec le Chamber Orchestra of Europe Warner Classics, 2018
- 'Fantaisies' : Wolfgang Amadeus Mozart : Fantasia in C minor K475, Sonata in C minor K457, Robert Schumann : Fantasie in C major op 17 Theme and Variations in E flat major WoO 24 , 'Ghost Variations'. Warner Classics, 2017
- Dmitri Chostakovitch : String Quartet No. 3 & Piano Quintet . Avec le Belcea Quartet. Alpha, 2018
- Johann Sebastian Bach : English Suites 1, 3 and 5. Warner Classics, 2014
- Robert Schumann : Humoreske, Studien für den Pedalflügel, Gesänge der Frühe. Virgin Classics, 2011
- ’At Carnegie Hall’ : Bach : Partita no 2, Schumann : Carnaval de Vienne, Janáček : Dans les brumes, Beethoven : Sonate no 31 Op.110, Bartók : Mélodies populaires hongroises. Virgin Classics, 2009
- Ludwig van Beethoven : Concerto pour piano no 1, 6 Bagatelles. Avec Die Deutsche Kammerphilharmonie Bremen. Virgin Classics, 2008
- Wolfgang Amadeus Mozart : Concertos pour piano no 17 & 20. Avec le Scottish Chamber Orchestra. Virgin Classics, 2006
- Karol Szymanowski : Sonate pour piano no 3, Métopes, Masques. Virgin Classics, 2005
- Johann Sebastian Bach : Suite anglaise no 6, Ludwig van Beethoven : Sonate pour piano no 31 op.110, Anton Webern : Variations op.27. Virgin Classics, 2004
- Frédéric Chopin : Ballades, Polonaises, Mazurkas. Virgin Classics, 2003
- Wolfgang Amadeus Mozart : Concertos pour piano no 21 & 24. Avec le Sinfonia Varsovia. Virgin Classics, 2002
- Johann Sebastian Bach : Partitas pour piano no 1, 3 & 6. Virgin Classics, 2002
- Ludwig van Beethoven : Variations Diabelli. Virgin Classics, 2001
- Ludwig van Beethoven : Sonate pour violon et piano en sol Majeur op. 30, Mozart : Sonate pour piano et violon en mi mineur KV 304, Schubert : Sonate en duo pour violon et piano en la Majeur D 574 op. posth. 162, avec Dorota Anderszewska. 1998
- Johannes Brahms : Les Sonates Pour Violon avec Viktoria Mullova. Philips Classics, 1997
- Claude Debussy : Sonate pour violon et piano, Sergueï Prokofiev : Sonate No 1 in F minor, Op 80 pour violin et piano, Leoš Janáček : Sonate pour violon et piano. Avec Viktoria Mullova au violon. Philips, 1995[8].

### DVD
- Ludwig van Beethoven : Variations Diabelli, filmé par Bruno Monsaingeon. Virgin Classics, 2004
- Piotr Anderszewski, voyageur intranquille, filmé par Bruno Monsaingeon. EuroArts / Naxos, 2009